# Сараджишвили, Пётр Михайлович
Пётр Михайлович Сараджишвили (9/21 мая 1894 года, Кутаиси — 22 февраля 1984 года, Тбилиси) — советский невролог, академик АМН СССР (1963), заслуженный деятель науки Грузинской ССР (1946).

## Биография
Родился в 1894 году.
В 1917 году — окончил медицинский факультет Одесского университета, затем работал военным врачом, ординатором психиатрической больницы в Тбилиси (1918—1920), ординатором, а затем ассистентом неврологической клиники Тбилисского университета (1920—1923) и заведующим неврологическим отделением Тбилисской клинической железнодорожной больницы (1923—1939).
С 1937 года — заведующий кафедрой нервных болезней Тбилисского ГИДУВ.
В 1945 году — основал при кафедре курс нейрохирургии.
В 1958 году — организовал и возглавил Институт клинической и экспериментальной неврологии М3 Грузинской ССР.
В 1963 году — избран академиком АМН СССР.
Многократно избирался депутатом Тбилисского городского Совета.

## Научная деятельность
Автор свыше 250 научных работ, в том числе 9 монографий.
Впервые в мировой литературе описал клинические проявления поражений нервной системы при отравлениях трикрезилфосфатом и высказал положение о возможности возникновения синдрома бокового амиотрофического склероза токсического происхождения, описал ряд симптомов и синдромов, возникающих при поражении периферической нервной системы (в частности, нервно-ахилический синдром), мозжечка, экстра-пирамидной системы и др.; ряд работ посвящён проблеме эпилепсии.
Под его руководством подготовлено 66 диссертаций, из них 26 докторских.

### Научно-организационная деятельность
- научный консультант ВОЗ по эпилептологии;
- член Международной организации по изучению мозга при ЮНЕСКО (ИБРО);
- заместитель председателя Научного совета по неврологии АМН СССР;
- председатель союзной проблемной комиссии по эпилепсии;
- член президиумов правлений Всесоюзного и Грузинского обществ невропатологов и психиатров;
- редактор редотдела «Неврология» Большой медицинской энциклопедии;
- член редколлегий журналов «Невропатология и психиатрия им. С. С. Корсакова», «Клиническая медицина», международного журнала «Epilepsy abstracts»;
- почётный член общества неврологов и психиатров Болгарии, Венгрии и Польши.

## Сочинения
- К вопросу об отравлении нервной системы трикрезилфосфатом, Тифлис, 1935;
- Ранения периферических нервов конечностей, Тбилиси, 1945;
- О так называемом нейро-ахилическом синдроме (полирадикулоневриты), Журн. невропат, и психиат., т. 20, № 5, с. 79, 1951;
- Острый полиомиелит, Тбилиси, 1956 (совм. с Гокиели Т. Г., на груз, яз.);
- Некоторые клинические вопросы функционального значения ретикулярной формации ствола мозга, Тбилиси, 1958;
- Клинические синдромы окклюзирующих поражений сосудов головного мозга, Тбилиси, 1963 (совм. с Шац-Мшвелид-зе М. И.);
- Классификация эпилептических припадков, Тбилиси, 1972; Эпилепсия, М., 1977 (совм. с Геладзе Т. III.).

## Награды
- Два ордена Ленина
- Орден Трудового Красного Знамени
- Заслуженный деятель науки Грузинской ССР (1946)